# 街洞站
街洞站是一个京广线上的铁路车站，位于湖南省郴州市苏仙区五里牌镇，建于1937年，目前为四等站，邮政编码为423015。车站目前不办理客运业务，货运仅办理专用线、专用铁路作业，主要为街洞矿业有限公司服务。
车站始建于1940年，当时站内有2股道。车站在京广铁路衡广复线建设中南移540米，1988年6月3日落成启用。新站主体站房面积519平方米，站内设8股道、2个站台。站内设有通往街洞矿业的专用线。